# Mastixis tessellata
Mastixis tessellata là một loài bướm đêm trong họ Noctuidae.